# Sylvanian Families
Sylvanian Families (букв. «лесные семьи»; яп. シルバニアファミリ, shirubania famirii) — линейка игрушек производства японской компании Epoch.

## История
Производится с 1985 года. Игрушки продаются в виде наборов, которые обычно включают несколько кукол, изображающих семейство животных (кролики, медведи, мыши, обезьяны, кошки, жирафы, бурундуки, овечки, козлики, выдры, кроты, бобры и т. п.), а также соответствующие комплекты кукольной одежды, макеты жилых зданий, автомобилей, предметов мебели, кухонного оборудования и т. п.
Мультсериал «Истории Сильваниан Фэмилис» (1988г)